# Église Saint-Pierre de Memphis
Pour les articles homonymes, voir église Saint-Pierre et église Saint-Pierre-et-Saint-Paul.
L’église Saints-Pierre-et-Paul de Memphis, usuellement appelée église Saint-Pierre, et également connue pour héberger dans une de ses chapelles le sanctuaire Saint-Martin-de-Porrès, est une église située à Memphis dans l’État du Tennessee aux États-Unis, que l’Église catholique rattache au diocèse de Memphis. L’église est consacrée aux apôtres Pierre et Paul, et le sanctuaire à Martin de Porrès ; l’ensemble est administré par les Dominicains. La Conférence des évêques catholiques des États-Unis a désigné le sanctuaire comme sanctuaire national, le 10 mars 2015.
L’église — de 1855 — est l’un des plus anciens édifices encore debout de Memphis. Elle est inscrite au Registre national des lieux historiques à titre de patrimoine religieux historique de la ville, depuis le 15 mars 2005.

## Historique

### Contexte historique
Le catholicisme s’implante à Memphis dans les années 1830, avec une première messe en 1839 dans la maison d’Eugene Magevney (en). La paroisse est fondée en 1840 à l’initiative de Richard Pius Miles (en), devenu trois ans plus tôt le premier évêque du diocèse de Nashville.
Une première église est construite entre 1842 et 1843. Le site est administré par l’Ordre des Prêcheurs à partir de 1946, lorsque Joseph Sadoc Alemany (en) en devient le prêtre.

### Église duXIXesiècle
L’église actuelle est construite autour de la précédente entre 1852 et 1855 par l’architecte Patrick Keely (en) ; une fois cela fait, l’ancienne église est en grande partie démontée. Le nouveau bâtiment est consacré en 1858 par l’évêque Richard Pius Miles (en).
Saint-Pierre restant associée aux premiers colons irlandais, d’autres églises ouvrent dans la ville en 1861 (Sainte-Marie (en)) et 1866 (Saint-Patrick), respectivement pour les imigrés allemands et italiens. Trois autres congrégations s’installent aussi aux décennies suivantes.
L’actuel presbytère est construit en 1873, et la chapelle supérieure (la Crystal Room) aménagée en 1891.
La figure d’un ancien esclave et serviteur de la paroisse, Samuel Henderson (1822-1907), connu localement comme St. Peter’s Sam, se détache à cette période, notamment pour son travail lors de l’épidémie de fièvre jaune de 1878 (en). Sa tombe reste lieu de pèlerinage.

### Sanctuaire etXXIesiècle
Le sanctuaire est fondé en 1936 dans la ville de Columbia dans l’État de Caroline du Sud ; il comprenait alors une église et une école.[Lesquelles ?] Il est déplacé en 1996 à La Nouvelle-Orléans dans l’État de Louisiane, au quartier général de la province dominicaine Saint-Martin-de-Porres.
Il est finalement installé dans l’église Saint-Pierre en 2001, et y est consacré par l’évêque de Memphis J. Terry Steib (en). Un nouveau bâtiment qui comprend six salles de classe est également ajouté au complexe pour cette occasion. Le 10 mars 2015, il est désigné sanctuaire national,.